# Team Lazarus
Il Team Lazarus è una scuderia automobilistica italiana con sede a Caselle di Selvazzano Dentro in provincia di Padova che compete nell'International GT Open,  competizione europea per vetture GT3. Precedentemente, la scuderia ha partecipato all'allora Blancpain GT Series, alla GP2 Series e alla EuroSeries 3000/AutoGP.

## Storia
Sotto il nome originario di GP Racing, la scuderia ha contribuito all'ascesa e al debutto di piloti del calibro di Thomas Biagi, Roman Rusinov, Davide Rigon e molti altri.

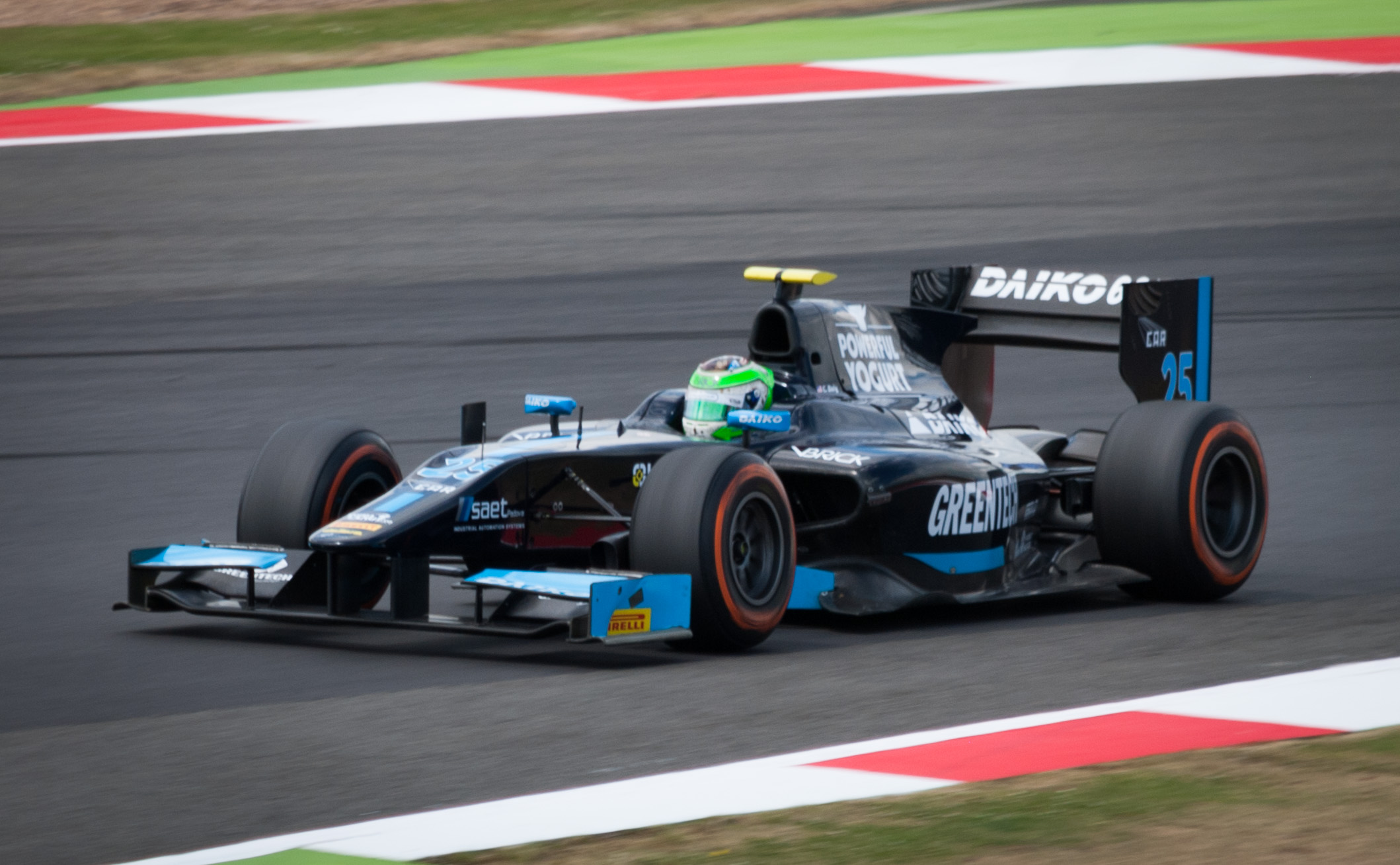
Conor Daly alla guida di una monoposto del Team Lazarus a Silverstone nel 2014 durante il campionato GP2

Dopo oltre quindici anni di esperienza in pista con le monoposto, il Team Lazarus passa al mondo delle ruote coperte (che aveva già imparato a conoscere con le partecipazioni alla allora Le Mans Series nei primi anni Duemila) e si affaccia al panorama GT con il supporto di Lamborghini Squadra Corse. Il debutto nel GT Open, nel 2016, è decisamente positivo: il duo composto dallo stesso Biagi e da Fabrizio Crestani conquista il titolo piloti in classe PRO-Am e regala a Lazarus il secondo posto nella classifica squadre. L'esperienza come team cliente Lamborghini prosegue nell'Endurance Cup del Blancpain GT Series, con il debutto alla 24 Ore di Spa. Sempre con Lamborghini, Lazarus partecipa alla prima edizione dei FIA Motorsport Games, in supporto della rappresentanza nazionale spagnola con Fernando Navarrete e Alvaro Lobera.
Dopo diversi anni di sodalizio sportivo con Lamborghini, Lazarus diventa cliente Bentley nel 2020, conquistando vittorie e podi nella stagione di debutto della Continental GT3 nel GT Open. In particolare, Fabrizio Crestani e Yannick Mettler prevalgono sia in qualifica che in gara proprio nell'appuntamento di casa, all'Autodromo Nazionale di Monza.Nel dicembre del 2020, Bentley annuncia ufficialmente la sospensione del programma di supporto factory alla divisione Motorsport del marchio. Ciononostante, Team Lazarus, assieme ad altri clienti della casa britannica, decide di continuare a portare in pista la Continental GT3, con cui infatti competerà ancora nella stagione 2021 per gli allori dell'International GT Open.

## Risultati

### International GT Open
| International GT Open | International GT Open                | International GT Open   | International GT Open | International GT Open | International GT Open |
| Stagione              | Piloti                               | Vettura                 | Punti                 | D.C.                  | T.C.                  |
| --------------------- | ------------------------------------ | ----------------------- | --------------------- | --------------------- | --------------------- |
| 2016                  | Thomas Biagi Fabrizio Crestani       | Lamborghini Huracan GT3 | 78                    | 1°                    | 2°                    |
| 2018                  | Fabrizio Crestani Miguel Ramos       | Lamborghini Huracan GT3 | 28                    | 16°                   | 9°                    |
| 2018                  | Toby Sowery Giuseppe Cipriani        | Lamborghini Huracan GT3 | 2                     | 44°                   | 9°                    |
| 2019                  | Fabio Onidi Eliseo Martinez Merono   | Lamborghini Huracan GT3 | 17                    | 19°                   | 8°                    |
| 2019                  | Nicola De Marco Nicolas Pohler       | Lamborghini Huracan GT3 | 6                     | 27°                   | 8°                    |
| 2020                  | Fabrizio Crestani Yannick Mettler    | Bentley Continental GT3 | 80                    | 4°                    | 4°                    |
| 2020                  | Stefano Coletti ^ Petru Umbrarescu ^ | Bentley Continental GT3 | //                    | //                    | 4°                    |
| 2021+                 |                                      | Bentley Continental GT3 |                       |                       |                       |

^: non classificati
+: stagione in corso

### Blancpain GT Series
| Blancpain GT Series | Blancpain GT Series                                     | Blancpain GT Series | Blancpain GT Series     | Blancpain GT Series | Blancpain GT Series | Blancpain GT Series |
| Stagione            | Piloti                                                  | Classe              | Vettura                 | Partenze            | D.C.^               | T.C.^               |
| ------------------- | ------------------------------------------------------- | ------------------- | ----------------------- | ------------------- | ------------------- | ------------------- |
| 2017                | Fabrizio Crestani Nicolas Pohler                        | PRO                 | Lamborghini Huracan GT3 | 5                   | //                  | //                  |
| 2017                | Gustavo Yacaman Luca Filippi                            | PRO                 | Lamborghini Huracan GT3 | 2                   | //                  | //                  |
| 2018                | Arno Santamato                                          | Silver              | Lamborghini Huracan GT3 | 5                   | //                  | //                  |
| 2018                | Federico Leo                                            | Silver              | Lamborghini Huracan GT3 | 3                   | //                  | //                  |
| 2018                | Stefano Gattuso                                         | Silver              | Lamborghini Huracan GT3 | 4                   | //                  | //                  |
| 2019                | Fabrizio Crestani Nicolas Pohler Kris Richard           | Silver              | Lamborghini Huracan GT3 | 2                   | //                  | //                  |
| 2019                | Fernando Navarrete Graham Davidson Jose Manuel Balbiani | AM                  | Lamborghini Huracan GT3 | 1                   | //                  | //                  |

^: non classificati

### GP2 Series
| GP2 Series            | GP2 Series | GP2 Series          | GP2 Series | GP2 Series | GP2 Series  | GP2 Series | GP2 Series | GP2 Series |
| --------------------- | ---------- | ------------------- | ---------- | ---------- | ----------- | ---------- | ---------- | ---------- |
| Denominazione squadra | Stagione   | Piloti              | Vittorie   | Pole       | Giri Veloci | Punti      | C.P.       | C.S.       |
| DPR                   | 2009       | Michael Herck       | 0          | 0          | 0           | 0          | 23°        | 13°        |
| DPR                   | 2009       | Franck Perera       | 0          | 0          | 0           | 0          | 27°        | 13°        |
| DPR                   | 2009       | Giacomo Ricci       | 0          | 0          | 0           | 0          | 28°        | 13°        |
| DPR                   | 2009       | Johnny Cecotto Jr.  | 0          | 0          | 0           | 0          | 30°        | 13°        |
| DPR                   | 2010       | Michael Herck       | 0          | 1          | 0           | 12         | 16°        | 8°         |
| DPR                   | 2010       | Giacomo Ricci       | 1          | 1          | 1           | 16         | 13°        | 8°         |
| DPR                   | 2010       | Fabrizio Crestani   | 0          | 0          | 0           | 0          | 30°        | 8°         |
| Venezuela GP          | 2012       | Fabrizio Crestani   | 0          | 0          | 0           | 1          | 24º        | 12º        |
| Venezuela GP          | 2012       | Sergio Canamasas    | 0          | 0          | 0           | 0          | 27º        | 12º        |
| Venezuela GP          | 2012       | Giancarlo Serenelli | 0          | 0          | 0           | 0          | 27º        | 12º        |
| Venezuela GP          | 2012       | René Binder         | 0          | 0          | 0           | 0          | 31º        | 12º        |
| Venezuela GP          | 2013       | René Binder         | 0          | 0          | 0           | 1          | 13º        | 9º         |
| Venezuela GP          | 2013       | Kevin Giovesi       | 0          | 0          | 0           | 0          | 14º        | 9º         |

### Auto GP
| Auto GP  | Auto GP           | Auto GP | Auto GP  | Auto GP | Auto GP     | Auto GP | Auto GP | Auto GP | Auto GP |
| -------- | ----------------- | ------- | -------- | ------- | ----------- | ------- | ------- | ------- | ------- |
| Stagione | Piloti            | Gare    | Vittorie | Pole    | Giri Veloci | Punti   | C.P.    | C.S.    |         |
| 2010     | Fabio Onidi       | 12      | 0        | 0       | 0           | 24      | 8º      | 6º      |         |
| 2011     | Fabrizio Crestani | 14      | 0        | 1       | 0           | 92      | 6º      | 3º      |         |
| 2011     | Fabio Onidi       | 14      | 1        | 0       | 0           | 99      | 5º      | 3º      |         |

### Euro Series 3000
| Euroseries 3000 | Euroseries 3000    | Euroseries 3000 | Euroseries 3000 | Euroseries 3000 | Euroseries 3000 |
| --------------- | ------------------ | --------------- | --------------- | --------------- | --------------- |
| Stagione        | Piloti             | Vittorie        | Punti           | D.C.            | T.C.            |
| 2001            | Gabriele Gardel    | 0               | 5               | 9°              | 2°              |
| 2001            | Thomas Biagi       | 1               | 32              | 2°              | 2°              |
| 2002            | Alessandro Piccolo | 1               | 28              | 4°              | 4°              |
| 2002            | Martin Basso       | 0               | 10              | 8°              | 4°              |
| 2003            | Roman Rusinov      | 0               | 6               | 9°              | 3°              |
| 2003            | Fabrizio Del Monte | 1               | 31              | 2°              | 3°              |
| 2004            | Fabrizio Del Monte | 3               | 45              | 2°              | 3°              |
| 2004            | Maxime Hodencq     | 0               | 3               | 11°             | 3°              |
| 2006            | Roldan Rodriguez   | 1               | 36              | 6°              | 2°              |
| 2006            | Christiano Rocha   | 1               | 51              | 4°              | 2°              |
| 2006            | Fausto Ippoliti    | 1               | 15              | 12°             | 2°              |

### Formula 3000
| Formula 3000 | Formula 3000 | Formula 3000 | Formula 3000 | Formula 3000 |
| Stagione     | Piloti       | Punti        | D.C.         | T.C          |
| ------------ | ------------ | ------------ | ------------ | ------------ |
| 1997^        | Thomas Biagi | 0            | //           | //           |
| 1998         | Thomas Biagi | 2            | 15°          | 16°          |
| 1999         | Thomas Biagi | 16           | 4°           | 6°           |
| 2000         | Thomas Biagi | 15           | 5°           | 6°           |

^: non classificato